# Nowa Wieś (powiat grójecki)
Nowa Wieś – wieś sołeckaw Polsce położona w województwie mazowieckim, w powiecie grójeckim, w gminie Warka.
Przez miejscowość przepływa rzeka Czarna, lewobrzeżny dopływ Wisły.
Do 1954 roku istniała gmina Nowa Wieś. W latach 1975–1998 miejscowość należała administracyjnie do województwa radomskiego.
W miejscowości znajduje się siedziba parafii rzymskokatolickiej pod wezwaniem św. Izydora Oracza, z kościołem pod wezwaniem św. Stanisława, należącej do dekanatu wareckiego, archidiecezji warszawskiej.
Przez miejscowość przebiega droga wojewódzka nr 730.

## Edukacja
- Zespół Szkół Ponadgimnazjalnych im. Tomasza Nocznickiego, Nowa Wieś 70A
- Zespół Szkolno-Przedszkolny w Nowej Wsi (szkoła podstawowa im. Bohaterów Powstania Styczniowego 1863 roku i przedszkole)
- Centrum Kształcenia Ustawicznego i Praktycznego, Nowa Wieś 70B

## Historia
W 1821 roku od rodziny Borowskich m.in. Nową Wieś zakupił pan Tomasz Gąsiorowski (zachował się stary dworek szlachecki stojący tam jeszcze przed tym wydarzeniem). 
18 maja 1863 roku rozegrała się w tej miejscowości część bitwy między partyzanckim oddziałem powstańców styczniowych pod dowództwem majora Władysława Grabowskiego a oddziałem carskiego wojska rosyjskiego, którym dowodził generał Meller-Zakomelski. Bitwa zakończyła się klęską powstańców.